# Tu hú đông
Tu hú đông (danh pháp khoa học:Gmelina asiatica) là một loài thực vật có hoa trong họ Hoa môi. Loài này được L. miêu tả khoa học đầu tiên năm 1753.

## Hình ảnh

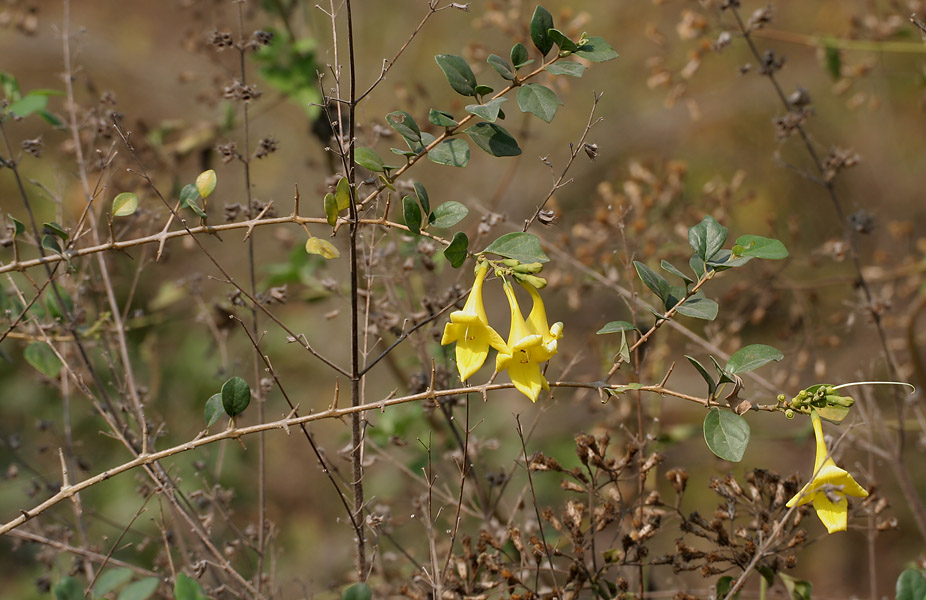
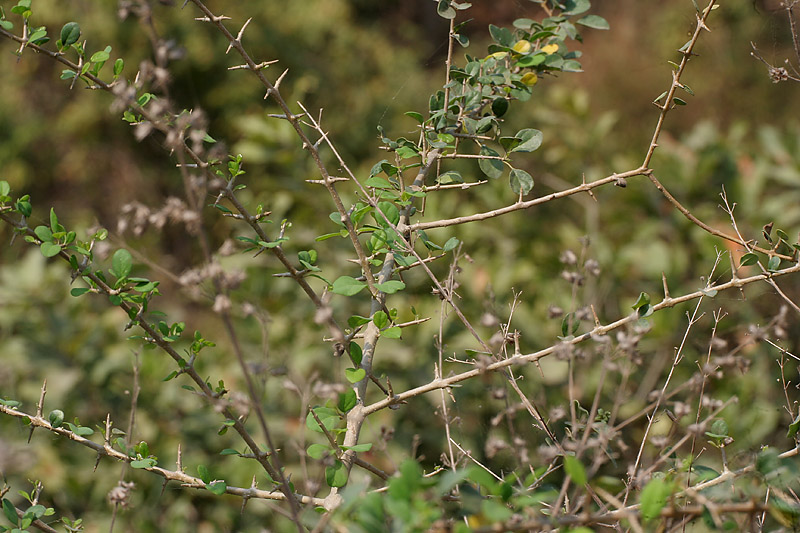
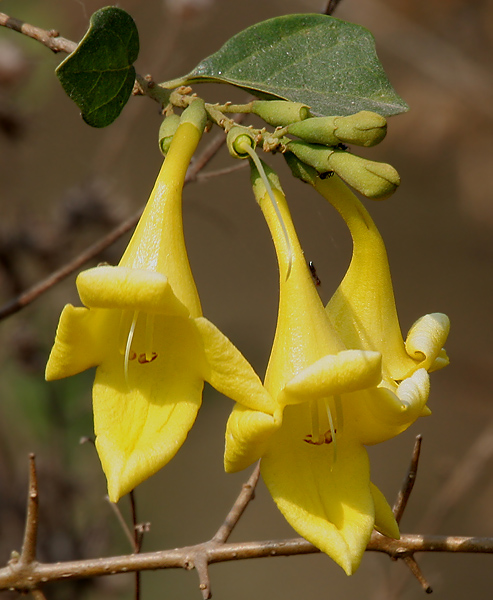
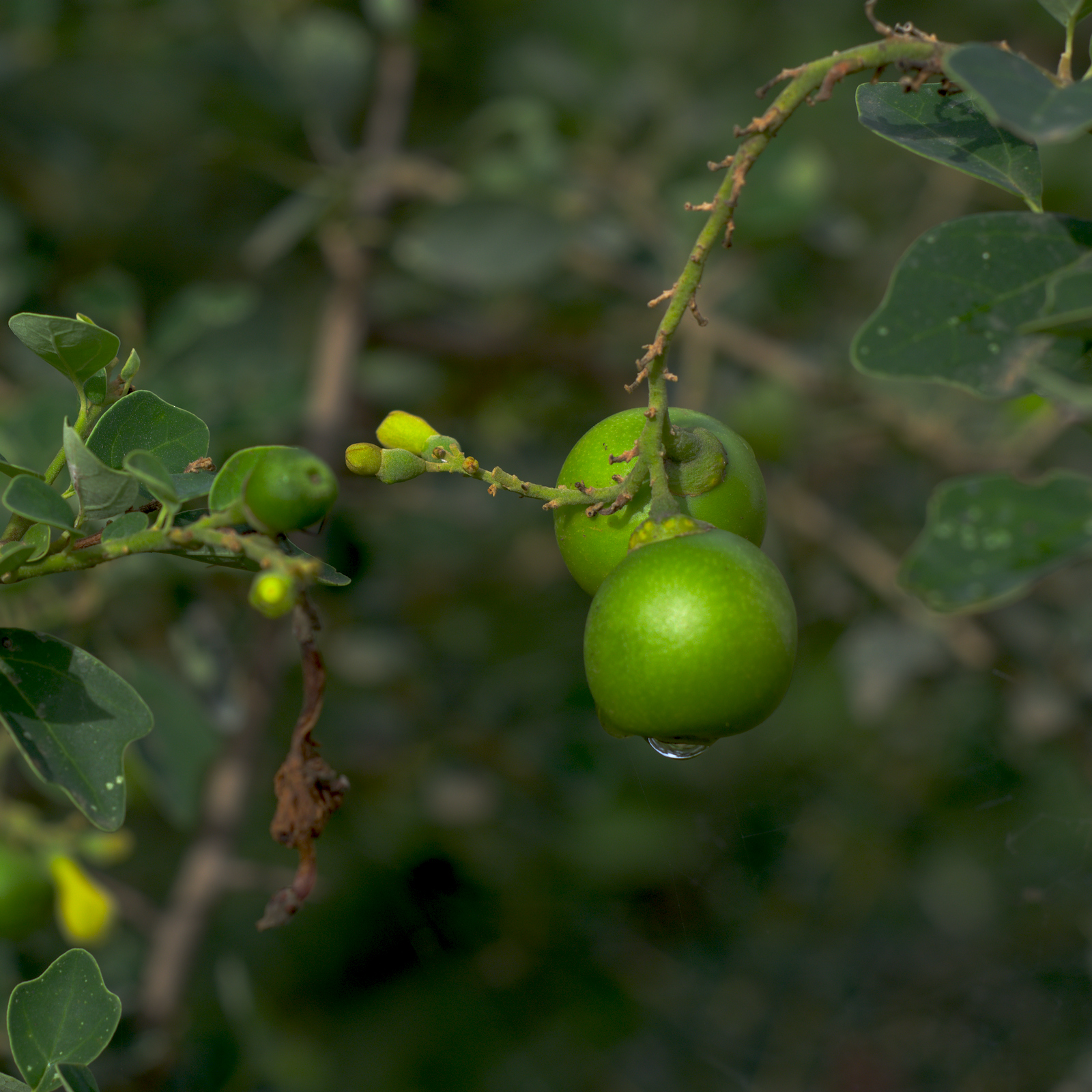